# هاجر اولسون
هاجر اولسون (بالفنلندية: Hagar Olsson)‏ هي مترجمة ومؤلفة فنلندية، ولدت في 16 سبتمبر 1893 في Kustavi ‏ في فنلندا، وتوفيت في 21 فبراير 1978 في هلسنكي في فنلندا.